# Centaurea austroanatolica
Centaurea austroanatolica — вид рослин з роду волошка (Centaurea), з родини айстрових (Asteraceae).

## Опис рослини
Це багаторічна рослина має дерев'яне кореневище, що закінчується центральною розеткою листя, з численними бічними прямовисними стеблами 30–50 см, розгалуженими зверху. Листки тонко-волосисті; прикореневі — на ніжці, перистодольні, з 1–3 парами віддалених від лінійних до вузьколанцетних сегментів; серединні й верхні листки прості, лінійні, 0.5–2 мм ушир. Квіткові голови розташовані невеликими скупченнями, легко листяними. Кластер філаріїв (приквіток) 10–13 × 3–4 мм, веретеноподібний; придатки відносно великі, ± розлогі, від світло-до темно-коричневого кольору, вузько трикутні. Квітки рожеві. Сім'янки 3 мм; папуси 2–3 мм. Період цвітіння: червень.

## Середовище проживання
Ендемік південно-західної Туреччини. Населяє ліси, макі, осипи.